# لئا سیدو
لیا ایلِن سِدو-فورنی دو کلوزون که با نام حرفه‌ای لیا سِدو (به فرانسوی: Léa Seydoux) شناخته می‌شود، هنرپیشه و مدل فرانسوی و متولد ۱ ژوئیه ۱۹۸۵ است.
از فیلم‌های معروف او می‌توان به فیلم حرامزاده‌های لعنتی، رابین هود، مأموریت: غیرممکن - پروتکل شبح و زندگی ادل  اشاره کرد. او برای حضور خود در نقش باند گرل مادلین سوان در فیلم‌های اسپکتر (۲۰۱۵) و زمانی برای مردن نیست (۲۰۲۰) مورد توجه بین‌المللی قرار گرفت.

## فیلم‌شناسی
| نام فیلم                          | سال  | نقش              |
| --------------------------------- | ---- | ---------------- |
| دوست‌دخترها                        | ۲۰۰۶ | اورور            |
| آخرین معشوقه                      | ۲۰۰۷ | الیویا           |
| در جنگ                            | ۲۰۰۸ | مری              |
| شخص زیبا                          | ۲۰۰۸ | جونی             |
| لوردس                             | ۲۰۰۹ | ماریا            |
| حرامزاده‌های لعنتی                 | ۲۰۰۹ | شارلوت لاپادیه   |
| رفتن به جنوب                      | ۲۰۰۹ |                  |
| رابین هود                         | ۲۰۰۹ | ایزابلای انگولیم |
| بدون اینکه اثری از خود بجا بگذارد | ۲۰۱۰ |                  |
| خار زیبا                          | ۲۰۱۰ |                  |
| اعتبار رز                         | ۲۰۱۰ |                  |
| اسرار لیسبون                      | ۲۰۱۰ |                  |
| نیمه‌شب در پاریس                   | ۲۰۱۱ | گابریله          |
| مأموریت: غیرممکن - پروتکل شبح     | ۲۰۱۱ | سابین مارو       |
| عاشقانه همسرم                     | ۲۰۱۱ | ایو              |
| بدرود، ملکه من                    | ۲۰۱۲ |                  |
| خواهر                             | ۲۰۱۲ | لوئیز            |
| آبی گرم‌ترین رنگ است               | ۲۰۱۳ | اِما              |
| گرند سنترال                       | ۲۰۱۳ | کارول            |
| دیو و دلبر                        | ۲۰۱۴ | بل               |
| هتل بزرگ بوداپست                  | ۲۰۱۴ | کلوتیلد          |
| سن لوران                          | ۲۰۱۴ | لولو             |
| لابستر                            | ۲۰۱۵ | رهبر لونر        |
| اسپکتر                            | ۲۰۱۵ | دکتر مادلین سوان |
| خاطرات یک خدمتکار                 | ۲۰۱۵ |                  |
| اینجا ته دنیاست                   | ۲۰۱۶ | سوزان            |
| جزیره سگ‌ها                        | ۲۰۱۸ | نات‌مگ            |
| زوئی                              | ۲۰۱۸ | زوئی             |
| کورسک                             | ۲۰۱۸ | تانیا            |
| اوه مرسی!                         | ۲۰۱۹ | کلود             |
| زمانی برای مردن نیست              | ۲۰۲۱ | دکتر مادلین سوان |
| گزارش فرانسوی                     | ۲۰۲۱ | سیمون            |
| فریب                              | ۲۰۲۱ |                  |
| داستان همسرم                      | ۲۰۲۱ |                  |
| فرانسه                            | ۲۰۲۱ | فرانس دو مور     |
| جنایات آینده                      | ۲۰۲۲ |                  |
| یک صبح خوب                        | ۲۰۲۲ |                  |
| جانور                             | ۲۰۲۳ |                  |
| تلماسه: بخش دو                    | ۲۰۲۴ |                  |

### بازی‌های ویدئویی
| سال  | عنوان                   | نقش    | یادداشت‌ها                       |
| ---- | ----------------------- | ------ | ------------------------------- |
| ۲۰۱۹ | دث استرندینگ            | فرجایل | صداپیشه، مدل سه‌بعدی، و ضبط حرکت |
| ۲۰۲۵ | دث استرندینگ ۲: در ساحل | فرجایل | صداپیشه، مدل سه‌بعدی، و ضبط حرکت |